# Callabiana
Callabiana (Calabian-a in piemontese) è un comune italiano di 148 abitanti della provincia di Biella in Piemonte.

## Geografia fisica
Il territorio di Callabiana è collocato per la maggior parte nella parte alta del bacino dello Strona di Mosso; verso nord però raggiunge il crinale Strona-Sessera nei pressi del Bocchetto di Sessera e prosegue fino al fondovalle della Val Sessera. La montagna più rilevante è il Monte Casto, condivisa con i comuni di Tavigliano e di Andorno Micca. Nel territorio comunale è anche per la maggior parte compreso l'invaso del Ponte Vittorio, formato da una diga che sbarra il torrente. Una piccola isola amministrativa montana si trova in alta Valle Cervo e comprende il Colle della Mologna Piccola (2208 m) e la Punta Serange (2337 m).
La maggior parte delle frazioni che compongono Callabiana è situata sul versante esposto a sud della valletta del Rio Soccasca, tributario dello Strona.

## Storia
Callabiana fece parte del feudo di Andorno e ne seguì le vicende storiche restando a lungo unita al capoluogo sia a livello civile sia a livello religioso. Il vescovo di Vercelli istituì a Callabiana la parrocchia della Madonna degli Angeli  il 3 agosto 1533, anche se la costruzione della chiesa parrocchiale risale ad alcuni decenni prima; la stessa fu poi ampliata e abbellita più volte. Le patenti per la separazione civile tra i due comuni risalgono al 20 maggio 1700.
Nel 1728 il feudo di Callabiana fu assegnato ai conti Nazari (tra cui il famoso arcivescovo di Milano Luigi Nazari di Calabiana), nobili di Savigliano; nel 1788 in paese venne invece eretto l'albero della libertà. Molti abitanti di Callabiana durante il XIX secolo e la prima metà del Novecento emigravano, in genere all'estero, per dedicarsi a lavori in campo edilizio. Tra di essi alcuni divennero imprenditori di notevole successo e notorietà, come ad esempio l'ingegnere Pietro Gibello-Socco (1886-1943), che all'inizio del XX secolo partecipò alla costruzione della rete ferroviaria siberiana accumulando una notevole fortuna. Dopo la rivoluzione russa si ritirò a Karbin (città oggi chiamata Harbin, in Manciuria), dove venne soprannominato il nababbo biellese. Morì a Shanghai nel 1943.

### Radio Libertà

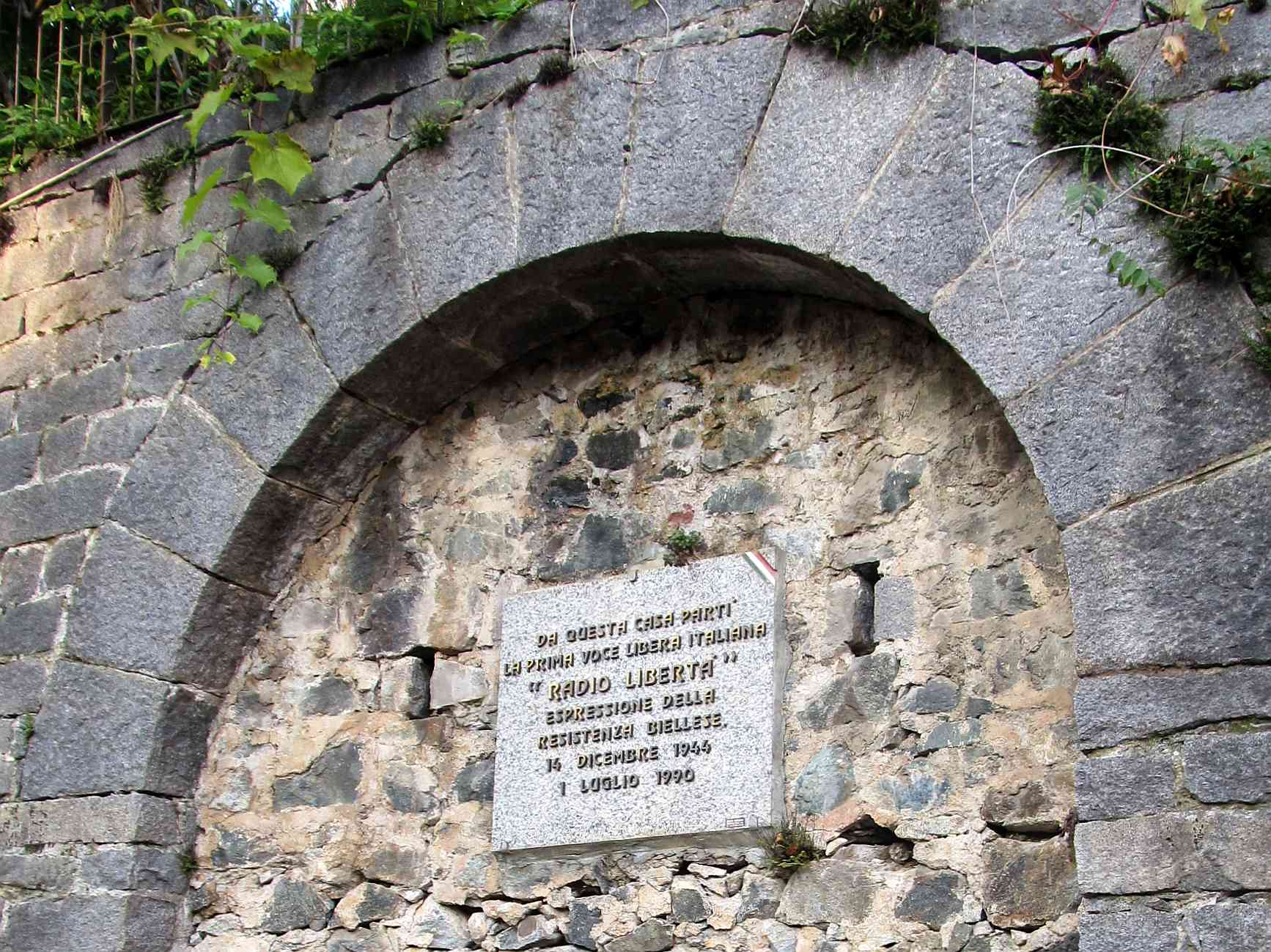
Lapide presso la frazione Trabbia dedicata a Radio Libertà

A partire dal 14 dicembre 1944 operò a Callabiana Radio Libertà, che risulta essere stata la sola emittente radiofonica rivolta al pubblico (e che avesse quindi una funzione non direttamente militare) gestita dai partigiani nel corso della resistenza. Le prime trasmissioni avvennero dalla Frazione Trabbia e proseguirono per diverse sere; nel gennaio del 1945 a causa dell'accresciuta minaccia nemica la radio fu smantellata e trasferita a Sala Biellese.

### Lanificio Carlo Barbera
Nel 1949 l'imprenditore Carlo Barbera fondò con il commendatore Rodolfo Caraccio il lanificio di Pianezze, che diventò nel 1969 di totale proprietà della famiglia Barbera assumendo la ragione sociale Carlo Barbera & C S.p.a. di Pianezze. Nel 2019 l'impresa  si trasferì a Pettinengo, nel grande stabilimento dismesso dalla storica azienda tessile Bellia.

### Simboli
Lo stemma comunale e il gonfalone sono stati concessi con decreto del presidente della Repubblica del  15 aprile 1996.
La parte superiore rappresenta la croce sabauda, argentata in campo rosso, ed è divisa con una linea azzurra da quella inferiore dove è riprodotto il blasone della famiglia Nazzari che era di rosso, a tre corni da caccia, d'oro, legati d'argento. Attorno allo scudo stanno fronde verdi, elemento decorativo esterno tipico degli stemmi comunali.
Il gonfalone è un drappo di azzurro.

## Monumenti e luoghi d'interesse

### Architetture religiose
- Chiesa parrocchiale: costruita nel XIV secolo è dedicata alla Madonna degli Angeli e fu più volte ampliata. All'interno, oltre ad un affresco del Cinquecento, è da segnalare un dipinto del pittore Francesco Gonin che rappresenta l'Assunta ed i quattro evangelisti. Notevole anche il pulpito ligneo del XVII secolo.[17]

### Aree naturali
- Lago di Ponte Vittorio.
- Bocchetto di Sessera.
- Monte Casto.

## Società

### Evoluzione demografica
Abitanti censiti

## Infrastrutture e trasporti

### Strade
Il centro comunale di Callabiana è collegato al resto del Biellese da due strade provinciali: la SP 105 Andorno - Mosso Santa Maria e la SP 106 di Callabiana - Pianezze. Per la porzione montana del territorio comunale situata nei pressi del Bocchetto di Sessera transita inoltre la Panoramica Zegna.

## Amministrazione

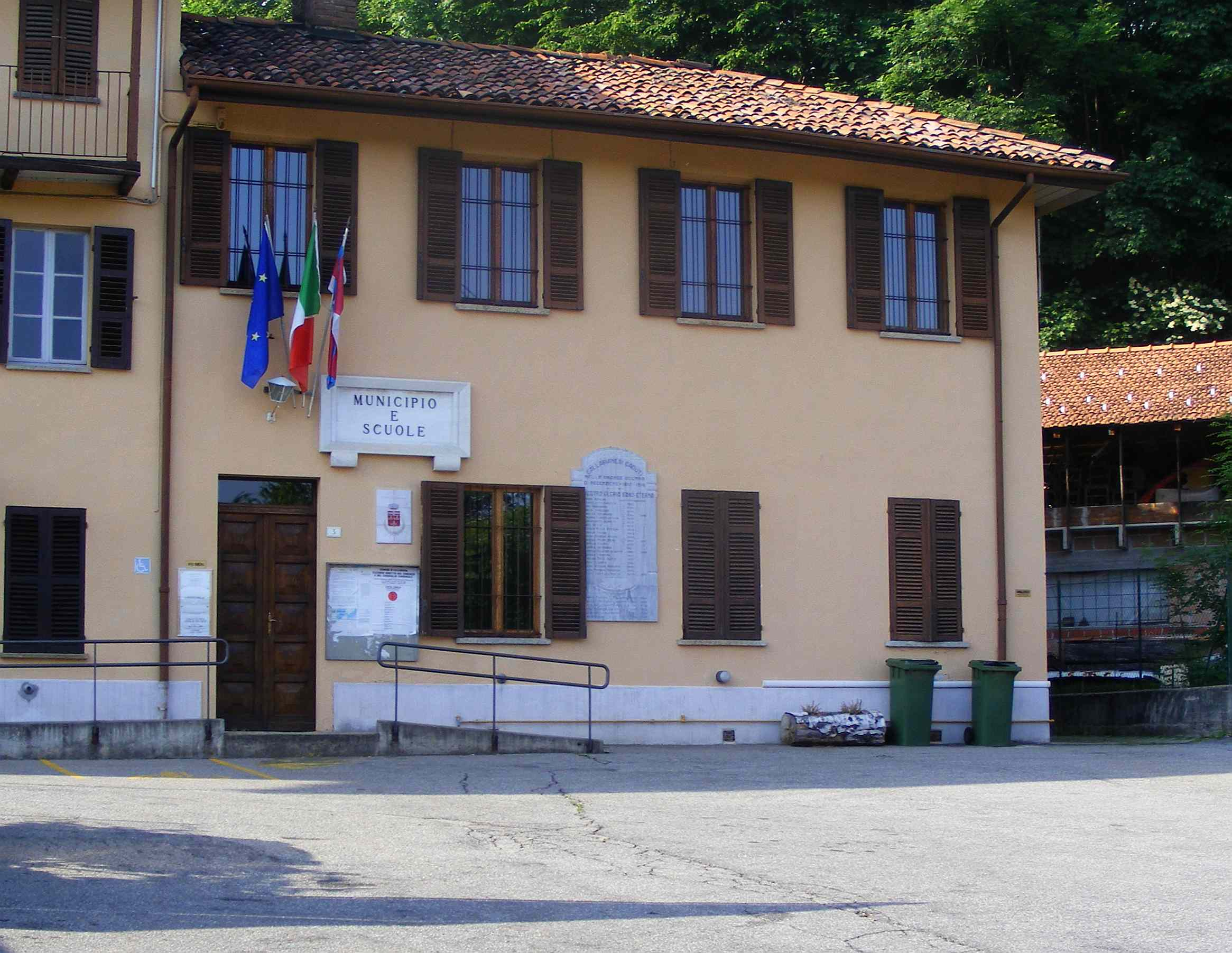
Il municipio in frazione Corte

| Periodo | Periodo   | Primo cittadino     | Partito                      | Carica  | Note       |
| ------- | --------- | ------------------- | ---------------------------- | ------- | ---------- |
| 2004    | 2009      | Andrea Gibello      | lista civica                 | Sindaco |            |
| 2009    | 2014      | Lorenzo Vercellotti | lista civica Per Callabiana  | Sindaco |            |
| 2014    | in carica | Lorenzo Vercellotti | lista civica Corni da caccia | Sindaco | II mandato |

### Altre informazioni amministrative
Il comune ha fatto parte della Comunità montana Val Sessera, Valle di Mosso e Prealpi Biellesi, mentre fino al 2010 apparteneva alla Comunità montana Valle di Mosso, abolita in seguito all'accorpamento disposto dalla Regione Piemonte nel 2009.

## Galleria d'immagini

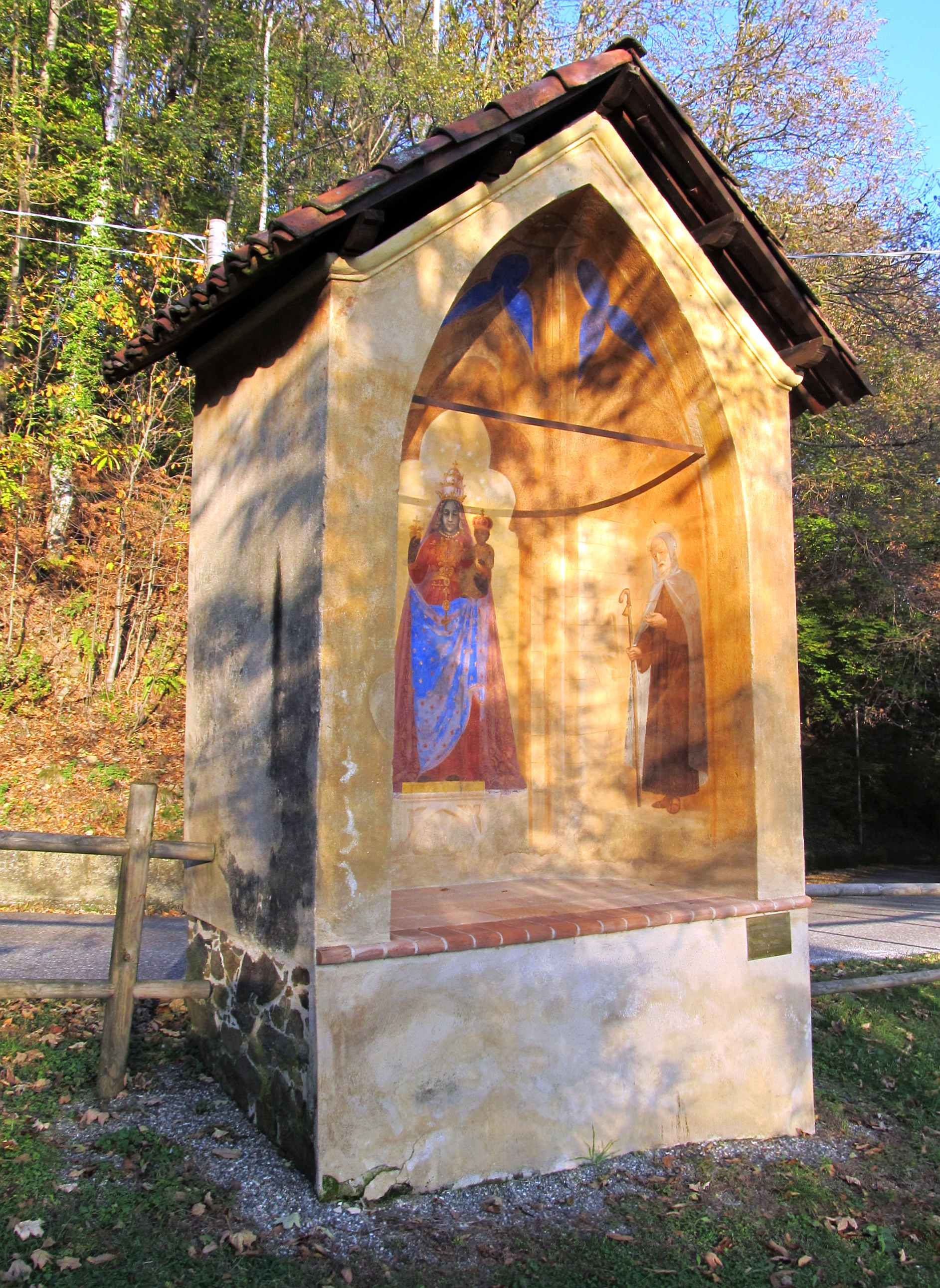
Pilone votivo dedicato alla Madonna di Oropa presso la frazione Nelva
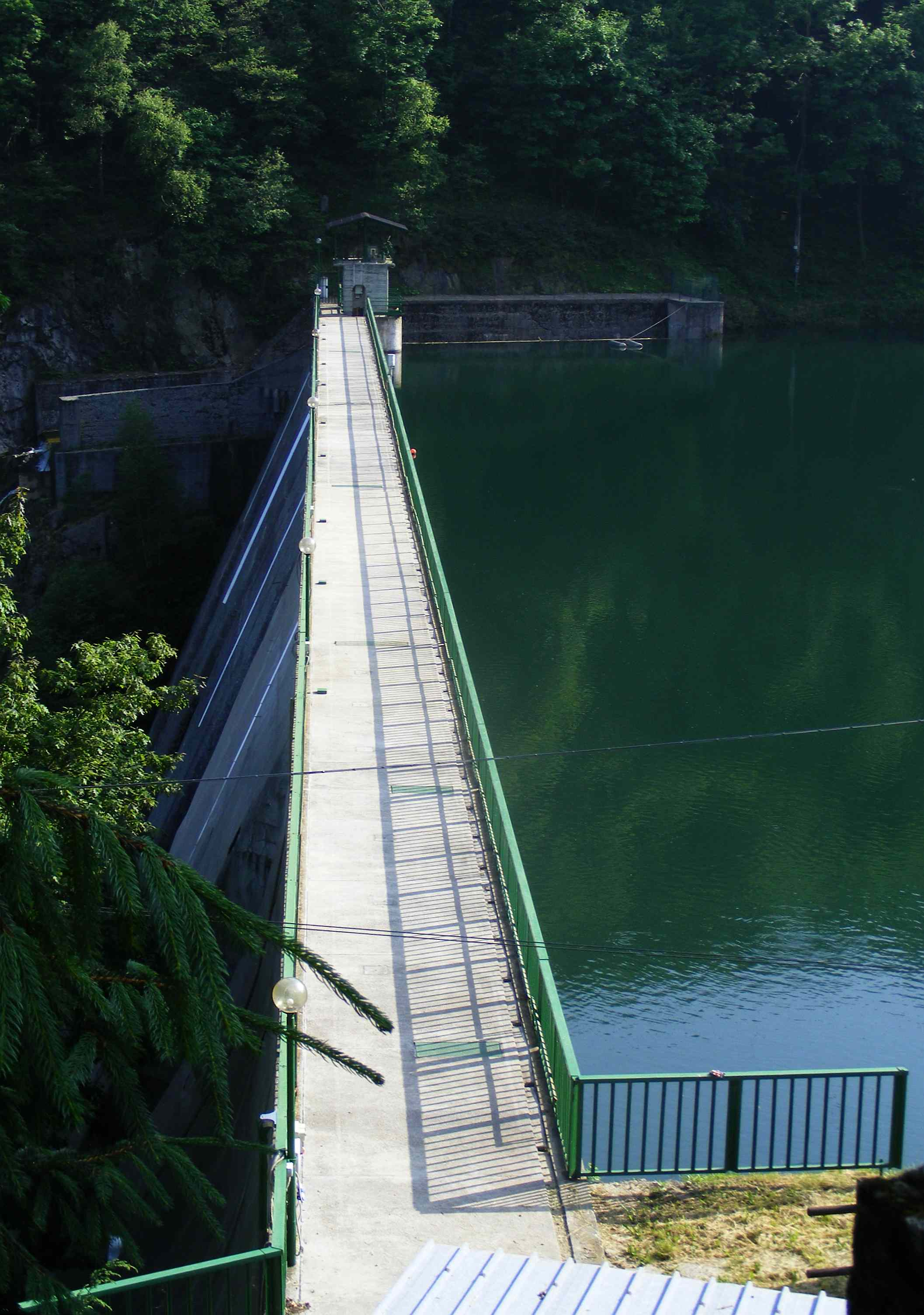
La diga di Ponte Vittorio
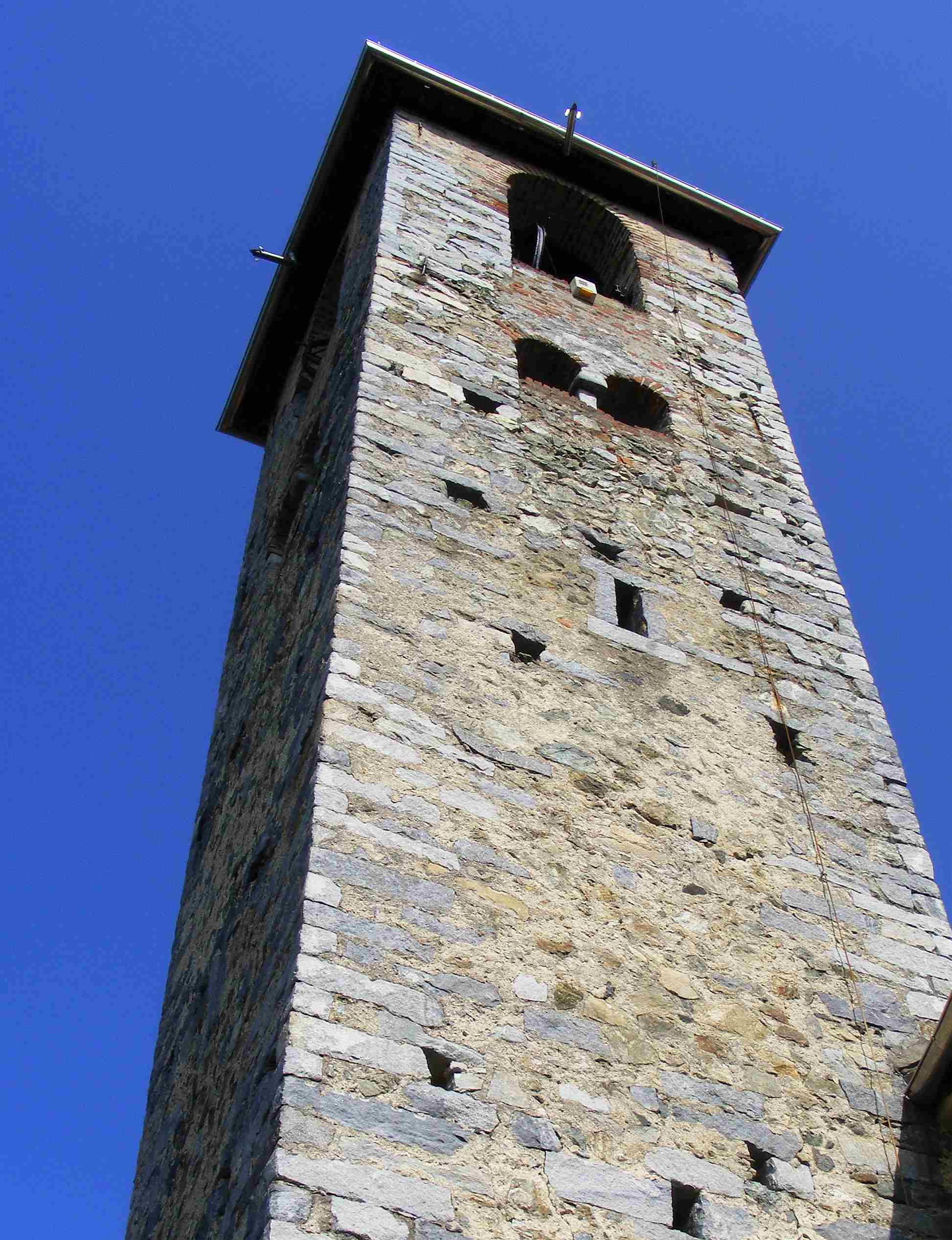
Il campanile della parrocchiale di Callabiana
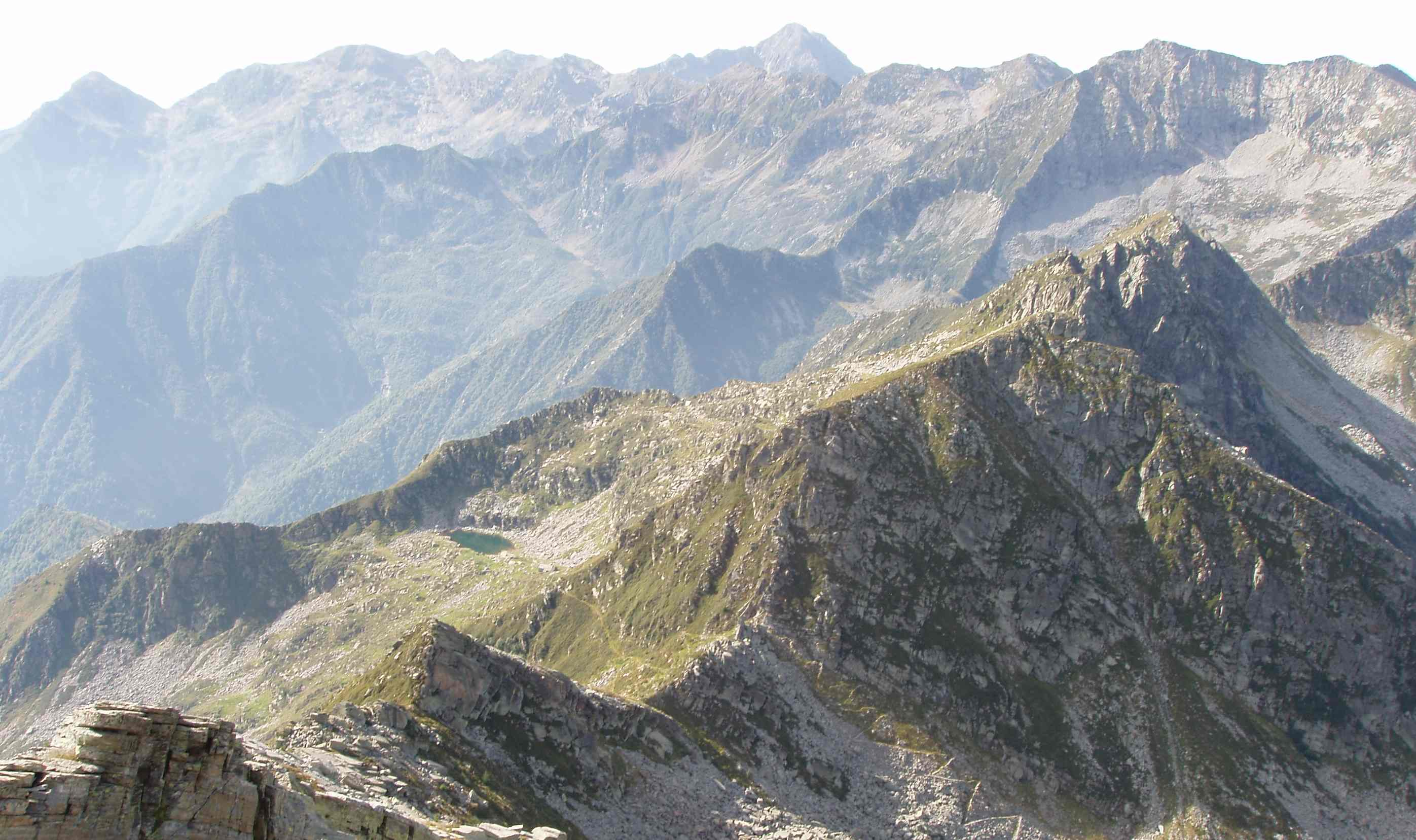
Il Colle della Mologna Piccola
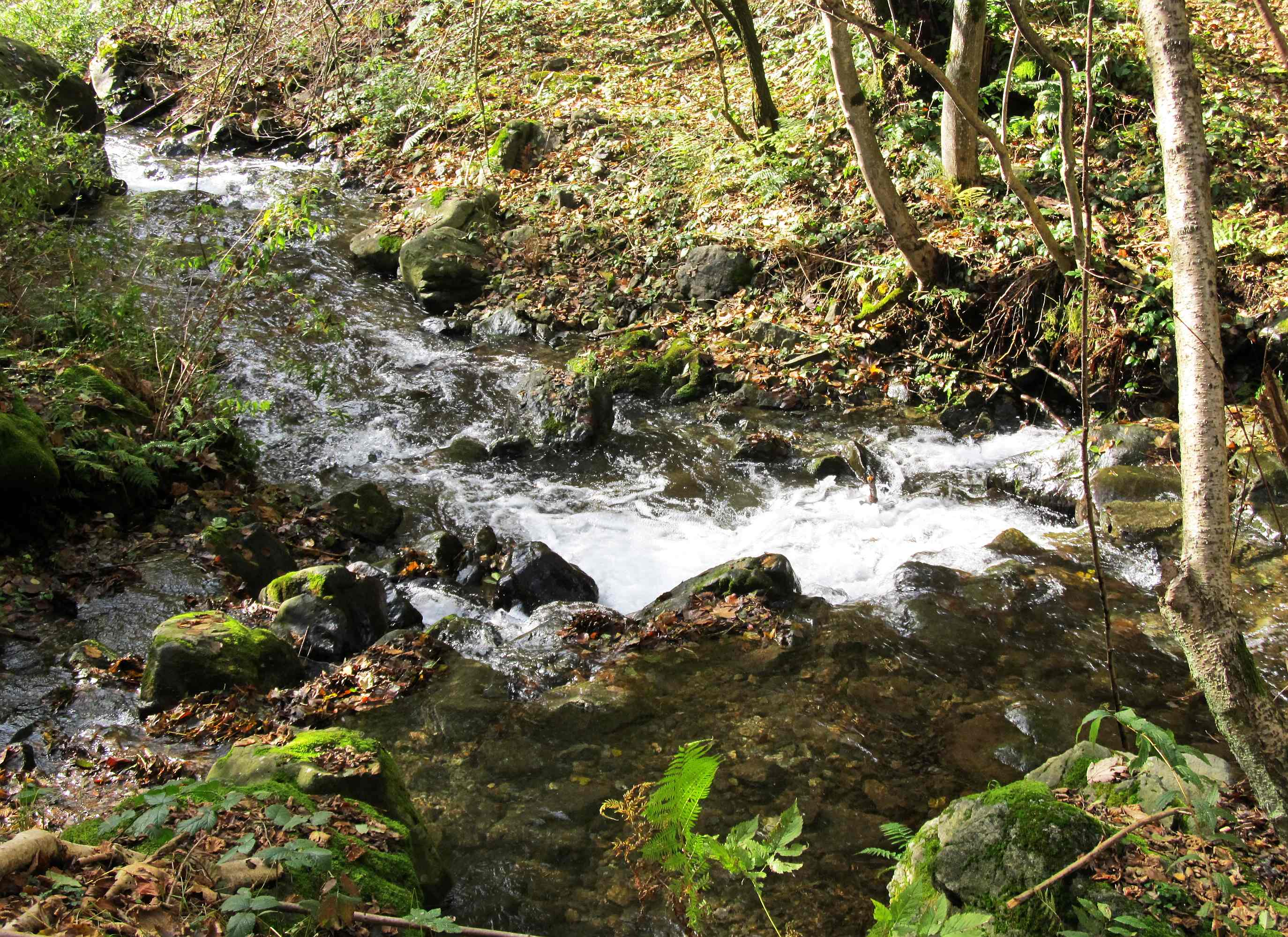
Lo Strona di Mosso